# مونته سانتا ماریا تیبرینا
مونته سانتا ماریا تیبرینا (به ایتالیایی: Monte Santa Maria Tiberina) یک کومونه در ایتالیا است که در استان پروجا واقع شده‌است.

## خصوصیات
مونته سانتا ماریا تیبرینا ۷۲٫۱ کیلومترمربع مساحت و ۱٬۲۳۵ نفر جمعیت دارد و ۶۸۸ متر بالاتر از سطح دریا واقع شده‌است.